# Инзер
Инзер (на руски: Инзер; на башкирски: Инйәр) е река в Република Башкортостан на Русия, ляв приток на Сим (десен приток на Белая, от басейна на Кама). Дължина 307 km. Площ на водосборния басейн 5380 km².
Река Ивзер води началото си под името Болшой Инзер (158 km) от източното подножие на връх Ямантау (1640 m, най-високата част на Южен Урал), на 877 m н.в., в източната част на Република Башкортостан. В горното и средното си течение тече в южна, северна и северозападна посока и е типична планинска река с тясна, дълбока и залесена долина и бурно течение. В долното част течението ѝ става спокойно, долината и широка, а посоката ѝ – западна. Влива се отляво в река Сим (десен приток на Белая, от басейна на Кама), при нейния 6 km, на 88 m н.в., при село Асканиш, в централната част на Република Башкортостан. Основни притоци: леви – Басу (55 km), Аскин (51 km); десни – Малък Инзер (96 km), Тюлмен (62 km). Има смесено подхранване с преобладаване на снежното с ясно изразено пролетно пълноводие в края на април. Среден годишен отток в средното течение, при село Азово 50,9 m³/s, в устието – 67,7 m³/s. Заледява се в средата на ноември, а се размразява в средата на април. По течението ѝ са разположени около 20 села, най-голямо от които е Инзер (при устието на река Малък Инзер).